# ALCO Century 425
Az ALCO Century 425 egy 4 tengelyes, 1 875 kW teljesítményű amerikai dízelmozdony. A C425 ugyanazt a fő generátort alkalmazta, mint ami a General Electric U25B modelljében található. Az ALCO összesen 91 darabot gyártott belőle 1964 októbere és 1966 decembere között.